# Jeans (cráter)

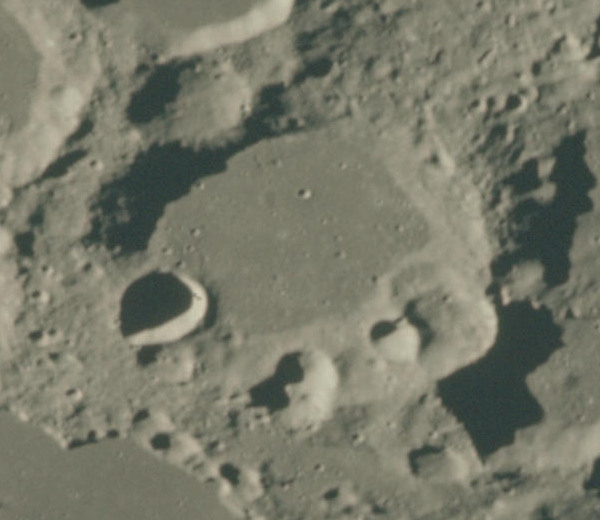
Fotografía de la misión Apolo 15

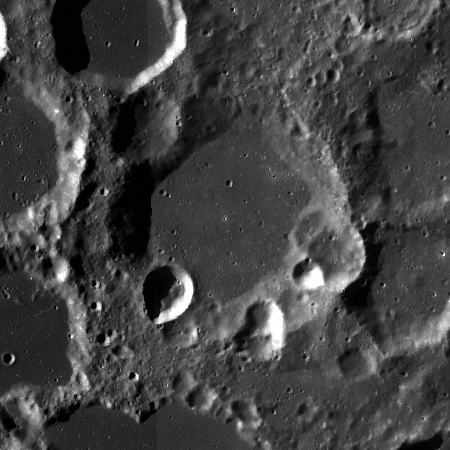
Fotografía de la misión Lunar Reconnaissance Orbiter

Jeans es un cráter de impacto situado junto al terminador en el sector suroriental de la Luna. La mayor parte de esta formación se encuentra en la cara oculta con respecto a la Tierra, pero durante libraciones favorables puede quedar todo el cráter a la vista. Sin embargo, se observa lateralmente, quedando muy limitada la cantidad de detalle apreciable.
Este cráter se encuentra casi a medio camino entre la gran llanura amurallada del cráter Lyot situado en el lado visible y el cráter Chamberlin en el lado oscuro. Presenta un borde exterior muy desgastado y redondeado, con varios impactos en el borde sur y sureste y en la pared interior. El más prominente de los cráteres con los que se cruza es Jeans G, que invade el brocal por su lado este. El suelo interior de Jeans ha resurgido por el flujo de lava basáltica, dejando una superficie nivelada y oscura, marcada solo por unos pequeños cráteres.

## Cráteres satélite
Por convención estos elementos son identificados en los mapas lunares poniendo la letra en el lado del punto medio del cráter que está más cerca de Jeans.
|       | \| Jeans \| Coordenadas \| Diámetro \| \| ----- \| ----------------------------- \| -------- \| \| B \| 52°24′S 94°48′E / -52.4, 94.8 \| 11 km \| \| G \| 56°00′S 93°18′E / -56.0, 93.3 \| 22 km \| \| N \| 58°42′S 90°30′E / -58.7, 90.5 \| 64 km \| \| S \| 56°48′S 86°48′E / -56.8, 86.8 \| 56 km \| \| U \| 54°42′S 86°30′E / -54.7, 86.5 \| 57 km \| \| X \| 53°30′S 89°24′E / -53.5, 89.4 \| 44 km \| \| Y \| 51°12′S 90°30′E / -51.2, 90.5 \| 17 km \| |          |
| Jeans | Coordenadas | Diámetro |
| B     | 52°24′S 94°48′E / -52.4, 94.8 | 11 km    |
| G     | 56°00′S 93°18′E / -56.0, 93.3 | 22 km    |
| N     | 58°42′S 90°30′E / -58.7, 90.5 | 64 km    |
| S     | 56°48′S 86°48′E / -56.8, 86.8 | 56 km    |
| U     | 54°42′S 86°30′E / -54.7, 86.5 | 57 km    |
| X     | 53°30′S 89°24′E / -53.5, 89.4 | 44 km    |
| Y     | 51°12′S 90°30′E / -51.2, 90.5 | 17 km    |